# Ганс Белендорфф
Август Вільгельм Еміль Ганс Белендорфф (нім. August Wilhelm Emil Hans Behlendorff; 13 серпня 1889, Алленштайн — 16 березня 1961, Баден-Баден) — німецький воєначальник, генерал артилерії вермахту. Кавалер Лицарського хреста Залізного хреста.

## Біографія
25 вересня 1908 року вступив в Імперську армію. Учасник Першої світової війни. Після демобілізації армії залишений в рейхсвері. З 19 липня 1939 по 18 жовтня 1941 року — командир 34-ї піхотної дивізії. Учасник Французької кампанії, під час якої 10 травня 1940 року був важко поранений. 1 листопада 1940 року повернувся до командування дивізією. Учасник Німецько-радянської війни. З 15 грудня 1941 по 15 травня 1942 року — командир 60-го командування особливого призначення, з 25 травня 1942 року — 84-го армійського корпусу. 1 квітня 1943 року відправлений в резерв фюрера. 31 грудня 1944 року звільнений у відставку.

## Звання
- Фанен-юнкер (25 вересня 1908)
- Фенріх (22 травня 1909)
- Лейтенант (22 березня 1910)
- Оберлейтенант (25 лютого 1915)
- Гауптман (20 травня 1917)
- Майор (1 лютого 1929)
- Оберстлейтенант (1 жовтня 1932)
- Оберст (1 вересня 1934)
- Генерал-майор (1 березня 1938)
- Генерал-лейтенант (1 лютого 1940)
- Генерал артилерії (17 грудня 1941)

## Нагороди
- Рятувальна медаль
- Залізний хрест
  - 2-го класу (16 вересня 1914)
  - 1-го класу (6 квітня 1915)
- Хрест «За вірну службу» (Шаумбург-Ліппе) (16 жовтня 1916)
- Ганзейський Хрест (Гамбург) (12 січня 1917)
- Хрест «За військові заслуги» (Мекленбург-Шверін) 2-го класу (27 січня 1917)
- Орден Фрідріха (Вюртемберг), лицарський хрест 1-го класу з мечами (14 грудня 1917)
- Хрест «За військові заслуги» (Австро-Угорщина) 3-го класу з військовою відзнакою (6 лютого 1918)
- Королівський орден дому Гогенцоллернів, лицарський хрест з мечами
- Нагрудний знак «За поранення» в чорному
- Почесний хрест ветерана війни з мечами
- Медаль «За вислугу років у Вермахті» 4-го, 3-го, 2-го і 1-го класу (25 років)
- Хрест  Заслуг шюцкору 1-го класу (Фінляндія; 17 березня 1939)
- Застібка до Залізного хреста
  - 2-го класу (13 грудня 1939)
  - 1-го класу (10 травня 1940)
- Нагрудний знак «За поранення» в золоті (2 липня 1940)
- Лицарський хрест Залізного хреста (11 жовтня 1941)
- Медаль «За зимову кампанію на Сході 1941/42»